# Тирамісу

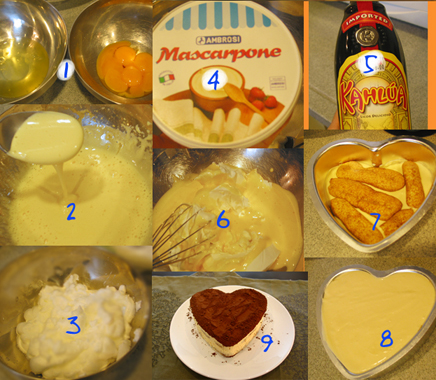
Приготування тирамісу

Тирамісу (італ. tiramisù — «підніми мене») — італійський десерт на основі сиру маскарпоне, як наповнювач додається печиво «савоярді», кава та какао. В класичному вигляді тирамісу подається охолодженим до кави еспресо.
Назва tira mi su перекладається як «піднеси мене догори». 
Існує декілька популярних версій щодо виникнення тирамісу. Одна розповідає, що знаменитий десерт вперше приготували  наприкінці XVII століття на півночі Італії. Тосканський ерцгерцог Козімо III де Медічі, відомий ласун, перебував із візитом у північному регіоні та забажав незвичайного десерту. Кухарі вигадали десерт на основі вершкового сиру  з додаванням кави та какао. Завдяки герцогу новий десерт розповсюдився до Флоренції та Венеції. Легенда розповідає, що особливо смаколик припав до душі венеційським куртизанкам, які ласували тирамісу під час любовних утіх. Згідно з іншою версією, тирамісу не має давньої історії, десерт вигадали відносно нещодавно.
Тирамісу — один з найпопулярніших десертів у світі. Існують адаптації рецепту, згідно з якими какао-порошок замінюють тертим шоколадом, савоярді — бісквітом, кавове просочення — фруктовим чи алкогольним (зазвичай марсала або мадера), а в деяких варіаціях десерт може нагадувати пудинг або кекс.